# Deutsche Freie-Partie-Meisterschaft 2014/15
Die Deutsche Freie-Partie-Meisterschaft 2014/15 ist eine Billard-Turnierserie und fand vom 15. bis zum 16. November 2014 in Bad Wildungen zum 47. Mal statt.

## Geschichte
Zum zweiten Mal nach 2007 gewann der Kemptener Dieter Steinberger die Deutsche Meisterschaft in der Freien Partie. Nachdem er in der Gruppenphase gegen Sven Daske mit 176:300 in vier Aufnahmen verloren hatte und Zweiter in seiner Gruppe wurde, stand er im Halbfinale gegen Arnd Riedel vor dem Aus. Riedel beendete das Match in der fünften Aufnahme. Es stand 300:190 für Riedel. Steinberger schaffte aber im Nachstoß die erforderlichen 110 Punkte. Es gab eine Verlängerung bis 30 Punkte. Hier setzte sich Steinberger knapp mit 30:27 in vier Aufnahmen durch. Im Finale traf er auf Titelverteidiger Daske. Hier spielte Steinberger sein bestes Turniermatch und gewann mit 300:0 in zwei Aufnahmen.
Die Ergebnisse sind aus eigenen Unterlagen. Ergänzt wurden Informationen aus der österreichischen Billard-Zeitung Billard.

## Modus
Gespielt wurden zwei Vorrundengruppen à vier Spieler im Round-Robin-Modus bis 300 Punkte oder 15 Aufnahmen. Die zwei Gruppenbesten kamen ins Halbfinale und spielten den Sieger aus
Die Endplatzierung ergab sich aus folgenden Kriterien:
1. Matchpunkte
2. Generaldurchschnitt (GD)
3. Höchstserie (HS)

## Teilnehmer
1. Sven Daske (Schiffweiler), Titelverteidiger
2. Thomas Berger (Wiesbaden)
3. Carsten Lässig (Coesfeld)
4. Uwe Matuszak (Krefeld)
5. Manuel Orttmann (Neustadt/Orla)
6. Christian Pöther (Dortmund)
7. Arnd Riedel (Wedel)
8. Dieter Steinberger (Kempten)

## Turnierverlauf

### Gruppenphase
| MP    | Match Points (Sieger = 2; Unentschieden = 1; Verlierer = 0) |
| Pkte. | Erzielte Karambolagen                                       |
| Aufn. | Benötigte Versuche                                          |
| GD    | Generaldurchschnitt                                         |
| BED   | Bester Einzeldurchschnitt eines Spielers                    |
| HS    | Höchstserie                                                 |
|       | Bester GD des Turniers                                      |
|       | Bester ED des Turniers                                      |
|       | Beste HS des Turniers                                       |
|       | 1. Platz (Gold)                                             |
|       | 2. Platz (Silber)                                           |
|       | 3. Platz (Bronze)                                           |

| Platz                      | Name               | MP  | Pkte. | Aufn. | GD     | BED    | HS  |
| -------------------------- | ------------------ | --- | ----- | ----- | ------ | ------ | --- |
| 1                          | Sven Daske         | 5:1 | 900   | 7     | 128,57 | 300,00 | 300 |
| 2                          | Dieter Steinberger | 3:3 | 776   | 17    | 45,64  | 150,00 | 180 |
| 3                          | Christian Pöther   | 2:4 | 518   | 6     | 86,33  | 150,00 | 297 |
| 4                          | Uwe Matuszak       | 1:5 | 333   | 14    | 23,78  | 27,27  | 175 |
| Gruppendurchschnitt: 57,43 |                    |     |       |       |        |        |     |

| Platz                      | Name            | MP  | Pkte. | Aufn. | GD    | BED    | HS  |
| -------------------------- | --------------- | --- | ----- | ----- | ----- | ------ | --- |
| 1                          | Arnd Riedel     | 5:1 | 900   | 21    | 42,85 | 150,00 | 280 |
| 2                          | Carsten Lässig  | 3:3 | 706   | 18    | 39,22 | 100,00 | 206 |
| 3                          | Thomas Berger   | 2:4 | 418   | 13    | 32,15 | 37,50  | 227 |
| 4                          | Manuel Orttmann | 2:4 | 739   | 24    | 30,79 | 50,00  | 237 |
| Gruppendurchschnitt: 36,35 |                 |     |       |       |       |        |     |

### Finalrunde
| 1. Halbfinale      |     |         |   |        |        |     |
| Sven Daske         | 2:0 | 300     | 1 | 300,00 | 300,00 | 300 |
| Carsten Lässig     | 0:2 | 0       | 1 | 0,00   | –      | 0   |
| 2. Halbfinale      |     |         |   |        |        |     |
| Arnd Riedel        | 0:2 | 300(27) | 5 | 60,00  | 60,00  | 151 |
| Dieter Steinberger | 2:0 | 300(30) | 5 | 60,00  | 60,00  | 110 |

| Finale             |     |     |   |        |        |     |
| Sven Daske         | 0:2 | 0   | 2 | 0,00   | –      | 0   |
| Dieter Steinberger | 2:0 | 300 | 2 | 150,00 | 150,00 | 283 |

## Abschlusstabelle
| MP    | Match Punkte (Sieger = 2; Unentschieden = 1; Verlierer = 0) |
| SV    | Satzverhältnis (nur bei Turnieren im Satzsystem)            |
| Pkte. | Erzielte Karambolagen                                       |
| Aufn. | benötigte Aufnahmen                                         |
| GD    | Generaldurchschnitt                                         |
| MGD   | Mannschafts-Generaldurchschnitt                             |
| BED   | Bester Einzeldurchschnitt eines Spielers                    |
| BEMD  | Bester Einzeldurchschnitt einer Mannschaft                  |
| BSD   | Bester Satzdurchschnitt eines Spielers                      |
| HS    | Höchstserie                                                 |
| WRP   | Weltranglistenpunkte                                        |

| Klassement                 | Klassement | Klassement         | Klassement | Klassement | Klassement | Klassement | Klassement | Klassement | Klassement |
| Phase                      | Platz      | Name               | MP         | Pkt.       | Aufn.      | GD         | BED        | HS         |            |
| -------------------------- | ---------- | ------------------ | ---------- | ---------- | ---------- | ---------- | ---------- | ---------- | ---------- |
| Finale                     | 1          | Dieter Steinberger | 7:3        | 1376       | 24         | 57,33      | 150,00     | 283        |            |
| Finale                     | 2          | Sven Daske         | 7:3        | 1200       | 10         | 120,00     | 300,00     | 300        |            |
| Halb- finale               | 3          | Arnd Riedel        | 5:3        | 1200       | 26         | 46,15      | 150,00     | 280        |            |
| Halb- finale               | 3          | Carsten Lässig     | 3:5        | 706        | 19         | 37,15      | 100,00     | 206        |            |
| Gruppen- phase             | 5          | Christian Pöther   | 2:4        | 518        | 6          | 86,33      | 150,00     | 297        |            |
| Gruppen- phase             | 6          | Thomas Berger      | 2:4        | 418        | 13         | 32,15      | 37,50      | 227        |            |
| Gruppen- phase             | 7          | Manuel Orttmann    | 2:4        | 739        | 24         | 30,79      | 50,00      | 237        |            |
| Gruppen- phase             | 8          | Uwe Matuszak       | 1:5        | 333        | 14         | 23,78      | 27,27      | 175        |            |
| Turnierdurchschnitt: 44,45 |            |                    |            |            |            |            |            |            |            |